# Amomum hirticalyx
Amomum hirticalyx är en enhjärtbladig växtart som beskrevs av Karl Moritz Schumann. Amomum hirticalyx ingår i släktet Amomum och familjen Zingiberaceae. Inga underarter finns listade i Catalogue of Life.